# Das Ende des Mikrokosmos
Das Ende des Mikrokosmos (chinesisch 微觀盡頭 / 微观尽头, Pinyin Wéiguān jìntóu) ist eine Science-Fiction-Kurzgeschichte des chinesischen Schriftstellers Liu Cixin, zuerst veröffentlicht im Jahr 1998. Am 12. Mai 2025 erschien die Kurzgeschichte in deutscher Übersetzung von Marc Hermann in der Sammlung Der Blick von den Sternen, herausgegeben vom Heyne Verlag. Eine englische Übersetzung von S. Qiouyi Lu erschien bereits in dieser Sammlung im April 2024 herausgegeben von Bloomsbury Publishing und im Mai 2024 herausgegeben von Tor Books.

## Handlung
Ein neuer Teilchenbeschleuniger in der Wüste Gobi soll endlich enthüllen können, ob Quarks teilbar sind. Ein Farmer aus der Gegend wird als Gegenleistung für Versorgung für das erste Experiment eingeladen und fragt aufgrund mangelndem Verständnis an diesem nach, warum das Geld nicht für die erneute Bepflanzung der Wüste Gobi verwendet wird, da die Untersuchung immer kleinerer Bestandteile der Materie nur immer mehr Geld verlangen wird. Nach der Durchführung des Experiments wird der Himmel plötzlich weiß und die Physiker verstehen, dass die ultimative kleinste Skala erreicht ist und sich wieder mit der größten verbindet, wodurch die Supersymmetrie bewiesen ist. Nach erneuter Durchführung wird der Himmel wieder blau.

## Kritik
Paul Di Filippo schreibt im Locus Magazine, dass einem Greg Egan bei der Kurzgeschichte in den Sinn komme, in welcher die Hochenergiephysik das Gefüge der Raumzeit zu entfalten droht („Greg Egan comes to mind in 'End of the Microcosmos', a tale wherein high-energy physics threatens to unravel the fabric of spacetime“).
Publishers Weekly schreibt in einer Rezension der ganzen Sammlung Der Blick von den Sternen, dass dessen Kurzgeschichten mehr zu den bodenständigeren von Liu Cixin gehören, aber sich trotzdem trauen, große Fragen über den Sinn des Universums zu stellen („may be more down-to-earth, but they’re unafraid to ask big questions, including 'What is the purpose of the universe?'“)